# اف‌تی‌آی
اف‌تی‌آی (انگلیسی: FTI) شرکت خدمات حرفه‌ای آمریکایی است، که در سال ۱۹۸۲ تأسیس شد.
اف‌تی‌آی یک شرکت مشاوره تجاری است که در سال ۱۹۸۲ تأسیس شد و دفتر مرکزی آن در واشنگتن دی سی، ایالات متحده واقع شده است. این شرکت در زمینه‌های امور مالی و تجدید ساختار شرکت‌ها، مشاوره اقتصادی، مشاوره پزشکی قانونی و دعاوی حقوقی، ارتباطات استراتژیک، مشاوره فناوری و استراتژی تخصص دارد. شرکت مشاوره اف‌تی‌آی بیش از ۷۷۰۰ کارمند در ۳۱ کشور دارد و یکی از بزرگترین شرکت‌های مشاوره مالی در سراسر جهان است.
این شرکت در ورشکستگی‌های لمن برادرز و جنرال موتورز، تحقیقات در مورد کلاهبرداری برنارد مدوف، تحقیقات استروئید لیگ برتر بیسبال، و کارهای روابط عمومی برای مشتریان صنعت سوخت فسیلی مشارکت داشته است.
از ژانویه ۲۰۲۰، شرکت مشاوره اف‌تی‌آی بزرگترین کسب و کار تجدید ساختار را در ایالات متحده داشته است. اف‌تی‌آی به طیف وسیعی از سازمان‌های دولتی فدرال، ایالتی و محلی، همچنین بزرگترین شرکت‌های جهان خدمات ارائه می‌دهد.